# Combleux
Combleux ist eine französische Gemeinde mit 524 Einwohnern (Stand: 1. Januar 2022) im Département Loiret in der Region Centre-Val de Loire. Sie gehört zum Arrondissement Orléans und zum Kanton Saint-Jean-de-Braye. Die Einwohner werden Combleusiens genannt.

## Geographie
Combleux liegt rund fünf Kilometer östlich von Orléans an der Loire, in die hier der Canal d’Orléans mit seinem Zufluss Bionne einmündet. Nachbargemeinden von Combleux sind Saint-Jean-de-Braye im Norden und Nordwesten, Chécy im Osten sowie Saint-Denis-en-Val im Süden.

## Bevölkerungsentwicklung
| Jahr                       | 1962 | 1968 | 1975 | 1982 | 1990 | 1999 | 2006 | 2018 |
| Einwohner                  | 300  | 283  | 371  | 352  | 383  | 424  | 452  | 493  |
| Quellen: Cassini und INSEE |      |      |      |      |      |      |      |      |

## Sehenswürdigkeiten
- Kirche Saint-Symphorien aus dem 17./18. Jahrhundert, Monument historique

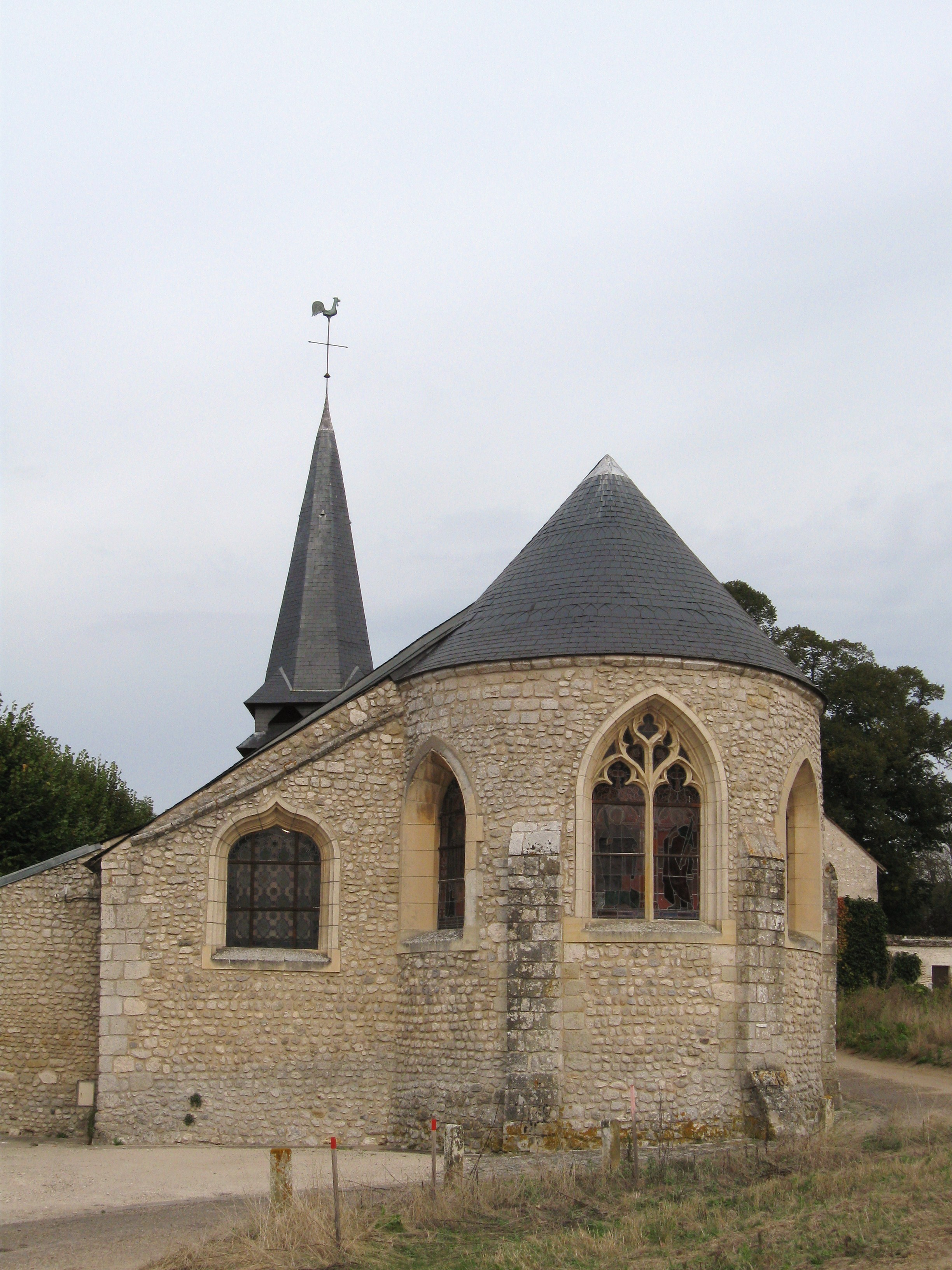
Kirche Saint-Symphorien